# Buellia trachyspora
Buellia trachyspora är en lavart som beskrevs av Vain. Buellia trachyspora ingår i släktet Buellia och familjen Physciaceae.   Inga underarter finns listade i Catalogue of Life.